# Ben 10 (serie de televisión de 2016)
Ben 10 (a menudo referido como Ben 10 2016) es un reboot de la serie de televisión animada de 2005, Ben 10, producida en Cartoon Network Studios, cuenta con la participación de Man of Action, el equipo original de producción detrás de la franquicia como productor ejecutivo y John Fang es el supervisor de producción.
La serie tuvo su estreno mundial en Australia, Nueva Zelanda y Asia-Pacífico el 1 de octubre de 2016. El estreno oficial en Estados Unidos fue el 10 de abril de 2017. En Latinoamérica se contó con un preestreno el 28 de marzo de 2016. El 22 de mayo de 2017, la serie fue renovada para una segunda temporada, que se estrenó el 19 de febrero de 2018.
Una película titulada "Ben 10 versus el universo", perteneciente a su cuarta temporada, fue estrenada el 10 de octubre de 2020 en Estados Unidos. España y América Latina.
La serie finalizó en abril de 2021 con una quinta temporada constituida por 3 especiales de larga duración, llamados "Ben 10.010", "Ben Gen 10" (crossover con Generador Rex) y "Alien X-Tintion", un crossover entre todas las series de Ben 10 hasta la fecha.

## Sinopsis
El divertido Ben Tennyson, de 10 años, está de vuelta más joven teniendo entre 6 y 8 años, en este reboot de la popular serie animada que se emitió originalmente entre los años 2005-2008. Ben Tennyson se embarca en una aventura que atraviesa con el abuelo Max y la prima Gwen durante las vacaciones de verano de los niños. Las cosas toman un giro emocionante cuando Ben descubre el Omnitrix, un reloj que lo transforma en 10 heroicos alienígenas. Eso le abre un nuevo mundo lleno de superpoderes extraterrestres. Aunque Ben, el abuelo Max y Gwen usan los nuevos poderes de Ben para el bien derrotando nuevos y clásicos villanos, no significa que ellos no puedan usarlos para meterse en algún tipo de travesura superpoderosa ocasional.

## Producción
Cartoon Network anunció el 8 de junio de 2015 que Ben 10 iba a ser relanzado con una nueva serie de televisión. En junio de 2016, la red comenzó a publicar información sobre el programa. El 21 de julio de 2016, en el SDCC de 2016, salió a la venta su primer vistazo. La serie tuvo su estreno mundial el 1 de octubre de 2016 en Australia, Nueva Zelanda y Asia-Pacífico. En marzo de 2017, en la presentación inicial de Cartoon Network de 2017, se anunció que la serie se estrenaría en Estados Unidos el 10 de abril de 2017 y que sería posible ver los episodios de la serie en la aplicación Cartoon Network antes de su estreno televisivo.
El relanzamiento de la serie ocurre gracias a que Turner ha decidido reforzar sus canales juveniles (Cartoon Network, Adult Swim y Boomerang) creando contenido que pueda ser operado en Estados Unidos y a nivel internacional, con la intención de fortalecer la distribución por la vía digital.
Cartoon Network mencionó que este nuevo Ben 10 tendría de protagonistas muchos alienígenas nuevos y favoritos de los fanáticos y aunque Ben viaja por el país con su prima Gwen y su abuelo Max durante las vacaciones de verano, para esta nueva serie cualquier descanso que disfrutaban parece terminar.

## Personajes

### Principales
- Ben Tennyson
- Gwen Tennyson
- Max Tennyson

### Alienígenas
- Materia Gris
- Cannonbolt (Hispanoamérica)/Rayo de cañón (España)
- XLR8
- Cuatro Brazos
- Fuego (Hispanoamérica)/Inferno (España)
- Ultra T (Hispanoamérica)/Actualizador (España)
- Overflow
- Insectoide (Hispanoamérica)/Libélulo (España)
- Diamante (Hispanoamérica)/Diamantino (España)
- Wildvine (Hispanoamérica)/Malayerba (España)
- Gax
- Shock Rock
- Humungosaurio (Hispanoamérica)/Gigantosaurio (España)
- Jetray (Hispanoamérica)/Turbo Raya (España)
- Rath (Hispanoamérica)/Airado (España)
- Slapback (Hispanoamérica)/Duplicador (España)
- Muy Grande (Hispanoamérica)/Gigante (España)
- Goop (Hispanoamérica)/Ameba (España)

### Villanos

#### Recurrentes
- Maurice y Sidney
- Hex
- Climáticos
- Zombozo
- Fenómenos del circo
- Doctor Animo
- Vapor Smythe
- LaGrange
- Billy Billones
- Lord Decibel
- Vilgax
- Caballero Eterno
- Kevin 11
- Neblina
- Xingo
- Abeja reina

#### Secundarios
- Vendedor hippie
- Pepita
- Minitaur
- Goatadacyl
- Chinzilla
- Sr. Billones
- Sra,. Billones
- Ryan
- Maxine
- Geezer Bob
- DJ Plumero
- Komal
- Phil

## Episodios
| Temporada | Temporada | Episodios | Episodios | Emisión original      | Emisión original         |
| Temporada | Temporada | Episodios | Episodios | Primera emisión       | Última emisión           |
| --------- | --------- | --------- | --------- | --------------------- | ------------------------ |
|           | 1         | 40        | 40        | 4 de abril de 2017    | 31 de octubre de 2020    |
|           | 2         | 40        | 40        | 19 de febrero de 2018 | 6 de marzo de 2021       |
|           | 3         | 52        | 52        | 23 de febrero de 2019 | 30 de noviembre de 2019  |
|           | 4         | 34        | 34        | 19 de enero de 2020   | 18 de septiembre de 2020 |
|           | 5         | 12        | 12        | 9 de abril de 2021    | 11 de abril de 2021      |